# Дучић (Мионица)
Дучић је насеље у Србији у општини Мионица у Колубарском округу. Према попису из 2022. било је 427 становника.

## Демографија
У насељу Дучић живи 533 пунолетна становника, а просечна старост становништва износи 44,6 година (43,7 код мушкараца и 45,7 код жена). У насељу има 177 домаћинстава, а просечан број чланова по домаћинству је 3,62.
Ово насеље је великим делом насељено Србима (према попису из 2002. године), а у последња три пописа, примећен је пад у броју становника.
|  |

| Демографија | Демографија | Демографија |
| Година      | Становника  | Становника  |
| ----------- | ----------- | ----------- |
| 1948.       | 898         |             |
| 1953.       | 909         |             |
| 1961.       | 856         |             |
| 1971.       | 826         |             |
| 1981.       | 732         |             |
| 1991.       | 696         | 673         |
| 2002.       | 641         | 649         |

| Етнички састав према попису из 2002.‍ | Етнички састав према попису из 2002.‍ | Етнички састав према попису из 2002.‍ | Етнички састав према попису из 2002.‍ | Етнички састав према попису из 2002.‍ |
| ------------------------------------ | ------------------------------------ | ------------------------------------ | ------------------------------------ | ------------------------------------ |
|                                      |                                      |                                      |                                      |                                      |
| Срби                                 | Срби                                 |                                      | 640                                  | 99,84%                               |
| Црногорци                            | Црногорци                            |                                      | 1                                    | 0,15%                                |
| непознато                            | непознато                            |                                      | 0                                    | 0,0%                                 |

| Година пописа     | 1948. | 1953. | 1961. | 1971. | 1981. | 1991. | 2002. |
| ----------------- | ----- | ----- | ----- | ----- | ----- | ----- | ----- |
| Број домаћинстава | 163   | 173   | 189   | 192   | 183   | 176   | 177   |

| Број чланова      | 1  | 2  | 3  | 4  | 5  | 6  | 7 | 8 | 9 | 10 и више | Просек |
| ----------------- | -- | -- | -- | -- | -- | -- | - | - | - | --------- | ------ |
| Број домаћинстава | 26 | 41 | 25 | 23 | 24 | 25 | 8 | 5 | 0 | 0         | 3,62   |

| Пол    | Укупно | Неожењен/Неудата | Ожењен/Удата | Удовац/Удовица | Разведен/Разведена | Непознато |
| ------ | ------ | ---------------- | ------------ | -------------- | ------------------ | --------- |
| Мушки  | 290    | 85               | 179          | 20             | 4                  | 2         |
| Женски | 269    | 27               | 171          | 62             | 7                  | 2         |
| УКУПНО | 559    | 112              | 350          | 82             | 11                 | 4         |

| Пол    | Укупно                    | Пољопривреда, лов и шумарство | Рибарство                            | Вађење руде и камена | Прерађивачка индустрија       |
| ------ | ------------------------- | ----------------------------- | ------------------------------------ | -------------------- | ----------------------------- |
| Мушки  | 209                       | 162                           | 0                                    | 8                    | 15                            |
| Женски | 152                       | 129                           | 0                                    | 0                    | 8                             |
| УКУПНО | 361                       | 291                           | 0                                    | 8                    | 23                            |
| Пол    | Производња и снабдевање   | Грађевинарство                | Трговина                             | Хотели и ресторани   | Саобраћај, складиштење и везе |
| Мушки  | 0                         | 9                             | 4                                    | 0                    | 3                             |
| Женски | 0                         | 2                             | 6                                    | 1                    | 0                             |
| УКУПНО | 0                         | 11                            | 10                                   | 1                    | 3                             |
| Пол    | Финансијско посредовање   | Некретнине                    | Државна управа и одбрана             | Образовање           | Здравствени и социјални рад   |
| Мушки  | 0                         | 0                             | 4                                    | 2                    | 1                             |
| Женски | 0                         | 0                             | 2                                    | 3                    | 1                             |
| УКУПНО | 0                         | 0                             | 6                                    | 5                    | 2                             |
| Пол    | Остале услужне активности | Приватна домаћинства          | Екстериторијалне организације и тела | Непознато            | Непознато                     |
| Мушки  | 0                         | 0                             | 0                                    | 1                    | 1                             |
| Женски | 0                         | 0                             | 0                                    | 0                    | 0                             |
| УКУПНО | 0                         | 0                             | 0                                    | 1                    | 1                             |